# Mönkhkhaan, Sükhbaatar
Mönkhkhaan (tiếng Mông Cổ: Мөнххаан) là một sum của tỉnh Sükhbaatar ở miền đông Mông Cổ. Vào năm 2009, dân số của sum là 4.213 người.

## Kinh tế
Sum có diện tích khoảng 7.400 km2. Trung tâm sum, Bayasgalant, nằm cách tỉnh lỵ Baruun-Urt 99 km và thủ đô Ulaanbaatar 350 km.

### Khí hậu
Mönkhkhaan có khí hậu bán khô hạn. Nhiệt độ trung bình hàng năm ở khu vực này là 4 °C. Tháng ấm nhất là tháng 8, khi nhiệt độ trung bình là 24 °C và lạnh nhất là tháng 12, với -20 °C. Lượng mưa trung bình hàng năm là 352 mm. Tháng ẩm ướt nhất là tháng 7, với lượng mưa trung bình là 102 mm, và khô nhất là tháng 1, với 3 mm.

## Kinh tế
Sum có một trường học, bệnh viện và khu dịch vụ.